# 1084

## Úmrtí
- 13. dubna – Hoel II. Bretaňský, hrabě z Cornouaille, z Nantes a z Rennes, bretaňský vévoda a regent (* cca 1030)

## Hlava státu
- České knížectví – Vratislav II.
- Svatá říše římská – Jindřich IV. – Heřman Lucemburský vzdorokrál
- Papež – Řehoř VII.
- Anglické království – Vilém I. Dobyvatel
- Francouzské království – Filip I.
- Polské knížectví – Vladislav I. Herman
- Uherské království – Ladislav I.
- Byzantská říše – Alexios I. Komnenos